# Olmillos de Castro (kommunhuvudort)
Olmillos de Castro är en kommunhuvudort i Spanien.   Den ligger i provinsen Provincia de Zamora och regionen Kastilien och Leon, i den nordvästra delen av landet, 240 km nordväst om huvudstaden Madrid. Olmillos de Castro ligger 767 meter över havet och antalet invånare är 368.
Terrängen runt Olmillos de Castro är huvudsakligen platt, men norrut är den kuperad. Runt Olmillos de Castro är det mycket glesbefolkat, med 7 invånare per kvadratkilometer. Närmaste större samhälle är Fonfría, 17,9 km sydväst om Olmillos de Castro. Omgivningarna runt Olmillos de Castro är i huvudsak ett öppet busklandskap.